# Димитриос Ипсилантис
Димитриос Ипсилантис (на гръцки: Δημήτριος Υψηλάντης, на румънски: Dumitru Ipsilanti, на руски: Дмитрий Константинович Ипсиланти) е гръцки армейски офицер, служил както в Гръцката армия, така и в Руската императорска армия. Изиграва важна роля в Гръцката война за независимост, като води няколко ключови битки. Член на Филики Етерия и по-малък брат на Александрос Ипсилантис.

## Ранни години
Член на фанариотското благородническо семейство Ипсиланти, той е втори син на княз Константин Ипсиланти от Молдова и Елисавет Ипсиланти. Изпратен е да учи във Франция, където получава образование във френско военно училище.

## Съединение на Молдова и Влашко
Той се отличава като руски офицер в кампанията от 1814 г.
През 1821 г. участва във Влашкото въстание под ръководството на брат си Александрос, което косвено облагодетелства княжествата Молдова и Влашко.

## Гръцка война за независимост
След провала на въстанието във Влашко отива в Морея (Пелопонес), където току-що е избухнала Гръцката война за независимост, като представител на Филики Етерия и брат си.
Той е един от най-видните водачи на фанариотите по време на ранните етапи на бунта, въпреки че е възпрепятстван от местните големци и от буржоата, оглавявани от Александрос Маврокордатос; в резултат на това организирането на редовна армия се забавя и нейните операции са ограничени. Участва в обсадите на Триполица, Нафплион и битката при Дервенакия, осигурявайки овладяването на Морея от гърците.
На 15 януари 1822 г. е избран за председател на законодателното събрание. Въпреки това, поради провала на военната му кампания в централна Гърция и неуспеха му да получи командването по време на Второто национално събрание в Астрос, той е принуден да се пенсионира през 1823 г. След дебаркирането на Ибрахим паша в Морея участва в отбраната на Навплион в битката при Лернските мелници.
През 1828 г. Димитриос е назначен за командир на войските в Източна Гърция в новосъздадената от Йоанис Каподистриас редовна гръцка армия. На 25 септември 1829 г. той успешно принуждава Аслан бей да капитулира при прохода Петра (Битката при Петра), като по този начин слага край на бойните действия.

## Личен живот
Има връзка с Мандо Маврогенус, която е гръцка героиня от Гръцката война за независимост.

## Смърт
Умира поради заболяване в Нафплион на 16 август 1832 г.